# Спасский, Леонид Карпович
Леони́д Ка́рпович Спа́сский (1926 — 1988) — советский театральный актёр, народный артист РСФСР (1984).

## Биография
Леонид Карпович Спасский играл в театрах Караганды, Стерлитамака, Камчатки. Был одним из 48 артистов, приехавших служить в Амурский театр драмы в годы, когда учреждением руководил Николай Фёдорович Стародуб. 

## Награды и премии
- Заслуженный артист Башкирской АССР.
- Заслуженный артист Казахской ССР.
- Народный артист РСФСР (1984).

## Память
- Мемориальная доска на «Дом артистов» (улица Комсомольская, 2) в Благовещенске, где актёр жил с 1978 по 1988 годы[1][2].